# Tupambaé
Tupambaé est une ville de l'Uruguay située dans le département de Cerro Largo. Sa population est de 1 169 habitants.

## Population
| Année | Population |
| ----- | ---------- |
| 1963  | 1 074      |
| 1975  | 1 125      |
| 1985  | 1 035      |
| 1996  | 974        |
| 2004  | 1 169      |

Référence,: